# Haşımxanlı
Haşımxanlı è un comune dell'Azerbaigian situato nel distretto di Sabirabad. Conta una popolazione di 2 200 abitanti.